# Tommy Eyre
Tommy Eyre (Sheffield, 5 giugno 1949 – Los Angeles, 23 maggio 2001) è stato un tastierista britannico naturalizzato statunitense noto per aver fatto parte del Michael Schenker Group e per la sua attività di turnista, per la quale vanta numerose collaborazioni.

## Biografia

### Gli inizi
Eyre ha iniziato a prendere lezioni di pianoforte all'età di quattro anni, e ha iniziato a suonare la chitarra quando era adolescente. Nel 1968 si è unito al gruppo Grease Band. Nello stesso anno Eyre si trasferì a Londra per lavorare con Aynsley Dunbar. Dopo un breve periodo con la band Juicy Lucy, Eyre si unì al duo Mark-Almond e suonò in due dei loro album.
Insieme al cantante Alan Marshall dei Riff Raff, Eyre si unì alla band ZZebra nel 1974 per il loro primo album, sostituendo il tastierista e cantante Gus Yeadon; in questa occasione Eyre ha suonato in alcuni dei brani ma non è stato accreditato nell'album. nel 1979, Eyre registrò un album con John Martyn e fece un tour promozionale con lui nel 1980. Negli anni successivi ebbe modo di collaborare con Greg Lake e Gary Moore.

### L'intensa attività di sessionman
Eyre, che aveva già lavorato in studio per molti artisti, ha iniziato a lavorare prevalentemente come turnista dalla fine degli anni '80. Il suo lavoro in studio includeva registrazioni con Ian Gillan. Un altro musicista per il quale Eyre ha contribuito al lavoro di sessione è stato Gerry Rafferty. Il suo album del 1978 City to City includeva il successo di Rafferty "Baker Street" su cui Eyre suonava sintetizzatore e tastiere.

## Vita privata
Eyre si è sposato per la prima volta nel 1979, con la chitarrista Lorraine Eyre. Hanno divorziato nel 1988 ma sono rimasti vicini fino alla sua morte. Nel 1991 si è risposato con la violinista Scarlet Rivera, con la quale ha inaugurato un lungo sodalizio artistico. Morì di cancro esofageo a Los Angeles il 23 maggio 2001, all'età di 51 anni.
Suo fratello minore è il chitarrista di sessione Simon Eyre, noto nell'ambiente della musica pop per la sua collaborazione con le Sister Sledge.

## Discografia

### Principale

#### Solista
- Moonlight Piano, Vol. 1 (1998)
- Moonlight Piano, Vol. 2 (1998)
- Moonlight Piano, Vol. 3 (1998)
- Ivory Christmas – Piano Classics (1995)
- A Highland Christmas (1997)
- Have Yourself a Jazzy Little Christmas (1999)
- Celestial Harp: Christmas Themes (1997)

#### Con Scarlet Rivera
- Magical Christmas (1997)
- Behind the Crimson Veil (1998)
- Celtic Dreams (1999)

#### Con i Michael Schenker Group
- Assault Attack, 1982

#### Con la David Austin Band
- David Austin Band, 1985

#### Con gli Strawbs
- 1975 - Nomadness
- 1976 - Deep Cuts

### Collaborazioni
- ZZebra – Zzebra (1974)
- ZZebra – Panic (1975)
- Mark-Almond – To the Heart (1976)
- The Sensational Alex Harvey Band – Rock Drill (1978)
- Alex Harvey – The Mafia Stole My Guitar (1979)
- John Martyn – Grace and Danger (1980)
- Greg Lake – Greg Lake (1981)
- Greg Lake - Manoeuvres (1983)
- Gary Moore – Corridors of Power (1982)
- Wham! – Fantastic (1983)
- Wham! – Music From The Edge of Heaven (1985)
- Wham! – Make It Big (1984)
- Ray Russell – A Table Nearer the Band (1990)
- Ian Gillan – Naked Thunder (1990)
- Gary Moore – After Hours (1992)
- Gary Moore – Blues for Greeny (1995)
- Gary Moore – Blues Alive (1993)
- BBM – Around The Next Dream (1994)
- Keb' Mo' – Keb' Mo' (1994)
- Jake Andrews – Time To Burn (1999)